# Plethochaetigera setiventris
Plethochaetigera setiventris är en tvåvingeart som beskrevs av Malloch 1938. Plethochaetigera setiventris ingår i släktet Plethochaetigera och familjen parasitflugor. Inga underarter finns listade i Catalogue of Life.